# Синхронное плавание на летних Олимпийских играх 2008
Соревнования по синхронному плаванию на XXIX летних Олимпийских играх прошли с 18 по 23 августа в Пекинском Национальном Аквацентре. 96 спортсменок из 24 стран разыграли два комплекта медалей.

## Дисциплины
Всего в соревнованиях по синхронному плаванию были разыграны 2 комплекта медалей:
- Группы
- Дуэты

## Медали

### Общий зачёт
| Общее количество медалей |         |        |         |        |       |
| Место                    | Страна  | Золото | Серебро | Бронза | Всего |
| 1                        | Россия  | 2      | 0       | 0      | 2     |
| 2                        | Испания | 0      | 2       | 0      | 2     |
| 3                        | Китай   | 0      | 0       | 1      | 1     |
| 3                        | Япония  | 0      | 0       | 1      | 1     |

### Медалисты
| Дисциплина | Золото | Серебро | Бронза |
| Дуэты      | Россия · Анастасия Ермакова · Анастасия Давыдова | Испания · Андреа Фуэнтес · Хемма Менгуаль | Япония · Сахо Харада · Эмико Судзуки                                                                                   |
| Группы     | Россия · Анастасия Давыдова · Анастасия Ермакова · Мария Громова · Наталья Ищенко · Эльвира Хасянова · Ольга Кужела · Светлана Ромашина · Анна Шорина · Елена Овчинникова | Испания · Альба Мария Кабельо · Ракель Корраль · Андреа Фуэнтес · Хемма Менгуаль · Таис Энрикес · Лаура Лопес · Хисела Морон · Ирина Родригес · Паола Тирадос | Китай · Гу Бэйбэй · Хуан Сюэчэнь · Цзян Тинтин · Цзян Вэньвэнь · Лю Оу · Ло Цянь · Сунь Цютин · Ван На · Чжан Сяохуань |

## Календарь
| Пары   | Пары   | Пары   | К | К | Ф |  |   |   |
| Группы | Группы | Группы |   |   |   |  | К | Ф |

|  | Квалификация |  | Финал |

Все соревнования будут начинаться в 15:00 по местному времени (UTC+8).

## Участники

### Группы
Для участия в групповых соревнованиях квалифицированно 8 сборных.
| Турнир                               | Дата                       | Место проведения | Места | Команды               |
| ------------------------------------ | -------------------------- | ---------------- | ----- | --------------------- |
| Принимающая сторона                  | —                          | —                | 1     | Китай                 |
| Кубок Европы по синхронному плаванию | 30 мая — 2 июня 2007       | Рим              | 1     | Россия                |
| Панамериканские игры 2007            | 13 июля — 29 июля 2007     | Рио-де-Жанейро   | 1     | США                   |
| Чемпионат Африки                     | 4 декабря — 5 декабря 2007 | Каир             | 1     | Египет                |
| Отборочный турнир Океании            | 19 июля — 22 июля 2007     | Цюрих            | 1     | Австралия             |
| Олимпийский отборочный турнир        | 16 апреля — 20 апреля 2008 | Пекин            | 3     | Испания Япония Канада |
| Всего                                |                            |                  | 8     |                       |

### Дуэты
Для участия в соревнованиях дуэтов квалифицированно 24 дуэта.
| Турнир                                            | Дата                       | Место проведения | Места | Команды |
| ------------------------------------------------- | -------------------------- | ---------------- | ----- | --- |
| Дуэты стран, отобранных в групповых соревнованиях | —                          | —                | 8     | Австралия Египет Испания Канада Китай Россия США Япония                                                                          |
| Отборочный турнир Океании                         | 19 июня — 22 июня 2007     | Цюрих            | 1     | Новая Зеландия |
| Олимпийский отборочный турнир                     | 16 апреля — 20 апреля 2008 | Пекин            | 15    | Австрия Беларусь Бразилия Великобритания Греция Израиль Италия Казахстан КНДР Мексика Нидерланды Украина Франция Чехия Швейцария |
| Всего                                             |                            |                  | 24    | |